# رود (سرود)
رود، نام یکی از سرودهای انقلابی ایران است که در دوران انقلاب ۵۷ در آلبومی بنام «شراره‌های آفتاب» توسط سازمان چریک‌های فدایی خلق ایران (اقلیت)منتشر و از معروفیت فراوانی برخوردار شد. متن این ترانه توسط سعید سلطانپور سروده شده و با صدای داوود شراره‌ها خوانده شده‌است. موسیقی این ترانه را مهرداد بران ساخته و تنظیم کرده‌است. صدای خواننده را گروه کر دانشجویان ایرانی واشینگتن همراهی می‌کند.

## متن سرود
می‌گذرد در شب آیینه رود
خفته هزاران گل در سینهٔ رود
گلبن لبخند فردایی موج
سرزده از اشک سیمینهٔ رود
فرازِ رود نغمه‌خوان
شکفته باغ کهکشان
می‌سوزد شب در این میان
رود و سرودش
اوج و فرودش
می‌رود تا دریای دور
باغ آیینه
دارد در سینه
می‌رود تا ژرفای دور
{موجی در موجی می‌بندد
بر افسون شب می‌خندد
با آبی‌ها می‌پیوندد}(۲)
فردا رود افشان ابریشم
در دریا می‌خوابد
خورشید از باغ خاور می‌روید
بر دریا می‌تابد
{موجی در موجی می‌بندد
بر افسون شب می‌خندد
با آبی‌ها می‌پیوندد}(۲)
فردا رود طغیان شور افکن
در دریا می‌خوابد
خورشید از شرق سوزان می‌روید
بر دریا می‌تابد
{موجی در موجی می‌بندد
بر افسون شب می‌خندد
با آبی‌ها می‌پیوندد}(۲)